# Mario Brancacci
Mario Brancacci (Serracapriola, 27 febbraio 1910 – Roma, 5 aprile 1991) è stato un umorista e sceneggiatore italiano.

## Biografia
Umorista, nato a Serracapriola, in provincia di Foggia, nel 1910. Esordì nel 1924 collaborando con Il Piccolo e il Popolo di Roma. Già redattore del Bertoldo e del Marc'Aurelio, collaborò con Il Pasquino, Grandi Firme, Settebello. Scrisse riviste radiofoniche (Il terziglio, con Federico Fellini, nel 1942), creò macchiette in sketch, e fu autore di sceneggiature cinematografiche (Amor non ho... però... però; È arrivato l'accordatore).
Per la Rai allestì programmi di varietà, spesso in collaborazione con Dino Verde, Ugo Tristani, Diego Calcagno. Scrisse anche per Il Tempo, Stampa Sera e la Gazzetta del Popolo.

## Premi
- Microfono d'argento (1950)
- Maschera d'argento (1953)

## Filmografia

### Sceneggiatura
- Silenzio, si gira!, regia di Carlo Campogalliani (1943)
- Biraghin, regia di Carmine Gallone (1946)
- Amor non ho... però... però, regia di Giorgio Bianchi (1951)
- È arrivato l'accordatore, regia di Duilio Coletti (1952)
- L'eterna catena, regia di Anton Giulio Majano (1952)
- Una donna prega, regia di Anton Giulio Majano (1953)
- Cento serenate, regia di Anton Giulio Majano (1954)
- Napoli terra d'amore, regia di Camillo Mastrocinque (1953)

## Opere
- Mario Brancacci, Sei tu felicità: romanzo umoristico di M. B., disegni di Ferruccio Frisone, Milano, Casa Ed. Gloriosa, Ed. Vitagliano, 1936.
- Mario Brancacci, L'importante è trovarsi: un atto, Milano, Edital, 1941.
- Mario Brancacci, Don Giacinto "a forza" : originale televisivo, in Sergio Pugliese (a cura di), Raccolta di drammi e commedie scritte per la televisione : drammaturgia nuova, Torino, ERI, 1965,  pp. 119-178.
- Mario Brancacci, Morir dal ridere : testi comici radiofonici dal 1945 a oggi, a cura di Umberto Simonetta, Milano, Bompiani, 1973,  pp. 11-43.

1. Incontrarsi e dirsi etcì;
2. Il nome;
3. Don Ciccillo;
4. Il congresso socialista;
5. Romoletto Faticoni;
6. La signora Palmira;
7. I due pensionati;
8. Il cavalier Jannilli;
9. I ristoranti di stato;
10. Don Procopio ci riprova;
11. Venanzio er garagista;
12. Il pianeta delle fortune.

- Mario Brancacci, Era degna di un magistrato, Milano, A. Mondadori, 1980.

## Televisione
- La dote, originale televisivo di Mario Brancacci, regia di Silverio Blasi, Programma Nazionale, 13 dicembre 1963.
- Don Giacinto "a forza", originale televisivo di Mario Brancacci, regia di Anton Giulio Majano, Programma Nazionale, 14 agosto 1966. (soggetto)
- Il socio, libero adattamento di Mario Brancacci, regia di Anton Giulio Majano, Secondo Programma, 7 dicembre 1967. (sceneggiatura e dialoghi)
- Spine d'arancio, originale televisivo di Mario Brancacci, regia di Anton Giulio Majano, Secondo Programma, 23 marzo 1968.

## Varietà radiofonici Rai
- Camere Ammobiliate, scenetta radiofonica per Triangoli, all'interno della rubrica Terziglio, testi di Federico Fellini, regia di Silvio Gigli, con Brancacci e Aragno, 24 settembre 1942.
- Terziglio, variazioni sul tema Il primo amore di Luciano Folgore, Mario Brancacci, Federico Fellini, regia Nino Meloni, programma "B", 20 ottobre 1942.
- Giù la maschera di Puntoni, Ugo Tristani, Diego Calcagno, Mario Brancacci, regia di Nino Meloni, trasmessa il 16 febbraio 1950.
- Briscola, giornale umoristico radiofonico di Dino Verde, Mario Brancacci, Diego Calcagno, Renzo Puntoni, Ugo Tristani, orchestra di Gino Filippini, regia di Silvio Gigli, i venerdì, rete rossa ore 21:03 (1949-1950)
- Non è ver che sia l'inferno di Mario Brancacci, Riccardo Morbelli, trasmesso nel 1951.
- Autostop di Mario Brancacci, Roberto Lafrancesca, trasmesso nel 1952.
- Il birillo di Mario Brancacci e Dino Verde, regia di Nino Meloni, con Paolo Stoppa, compagnia del teatro comico di Roma (1953)
- E adesso basta!, rivista di Brancacci e Verde, regia di Nino Meloni, compagnia del teatro comico di Roma, orchestra Gino Filippini (1953)
- Romolo e Remo di Mario Brancacci e Dino Verde, regia di Nino Meloni, con Mario Riva e Riccardo Billi, giugno-settembre 1953.
- Il tascapane, trasmissione per le forze armate, di Dino Verde e Mario Brancacci, regia di Renzo Tarabusi, Programma Nazionale le domeniche mattina ore 10:00 (1953-1954)
- Cavallo a dondolo, di Dino Verde, Bernardino Zapponi, Mario Brancacci, regia Nino Meloni 1954.
- Il labirinto di Mario Brancacci, Dino Verde, Bernardino Zapponi, regia di Nino Meloni, con Nino Manfredi e Isa Bellini e la compagnia del teatro comico musicale di radio Roma (1955-1956)
- Una rosa per la terra di Mario Brancacci, musiche di Lelio Luttazzi, regia di Nino Meloni, trasmesso nella stagione (1958-1959)
- Solo contro tutti di Garinei e Giovannini, Mario Brancacci e Dino Verde, regia di Silvio Gigli, sfida ad una città con Mario Riva, orchestra di Mario Bertolazzi, Secondo Programma (1959)
- Gran Gala, panorama di Varietà di Mario Brancacci, regia di Riccardo Mantoni, orchestra diretta da Marcello De Martino, presenta Mina, con Peppino De Martino, Quartetto Cetra, Ugo Tognazzi e Raimondo Vianello, Enzo Turco, trasmesso sul Secondo Programma (1960)
- Il settebello di Mario Brancacci, Diego Calcagno, trasmesso su Secondo Programma (1962)
- Oggi ho l'humour bianco di Mario Brancacci (1966)
- Nero nerissimo di Mario Brancacci, con Carlo Romano (1967)